# Cyclomia marsitata
Cyclomia marsitata là một loài bướm đêm trong họ Geometridae.